# ماتسورا تاکانوبو (۱۵۲۹-۱۵۹۹)
ماتسورا تاکانوبو (به ژاپنی: 松浦 隆信 Matsura Takanobu)؛(۱ ژانویهٔ ۱۵۲۹ – ۳۰ آوریل ۱۵۹۹) یک سامورایی و بیست و پنجمین رهبر خاندان ماتسورا در قرن شانزدهم در قلمروی هیرادو از اهالی ژاپن بود. او یکی از قدرتمندترین اربابان فئودال در (کیوشو) و یکی از اولین کسانی بود که اجازه تجارت با اروپایی‌ها، به ویژه پرتغال‌ها را کسب کرد و از طریق واردات سلاح‌های گرم سود بسیاری را به دست آورد. وی همچنین یک از نخستین میزبانان و حامیان انجمن عیسی بود و بدین طریق امیدوار بود که این امر به افزایش تجارت با بازرگانان پرتغالی و دیگر کشورهای اروپا کمک کند.
در طول دهه ۱۵۵۰، ماتسورا تاکانوبو در یک رقابت شدید با خاندان اومورا که رقیب تجاری او بودند، درگیر بود، رهبر خاندان رقیب اومورا سومیتادا به کیش مسیحیت درآمد و جهت تجارت با پرتغال به رقابت با او درآمد. این امر منجر به درگیری‌های مسلحانه بسیاری شد، از جمله تلاش ماتسورا تاکانوبو درگرفتن کشتی سیاه پرتغالی در نبرد خلیج فوکودا.
این رقابت بیش از سه دهه و مدت‌ها پس از اینکه ماتسورا تاکانوبو بازنشسته شده بود به طول انجامید تا اینکه اومورا در نهایت در سال ۱۵۸۰ پیروز شد و بندر ناگاساکی را به انجمن عیسی واگذار کرد.